# Тохтарово
Тохта́рово (каз. Тоқтаров) — село у складі Житікаринського району Костанайської області Казахстану. Адміністративний центр Тохтаровського сільського округу.
Населення — 737 осіб (2021; 818 у 2009, 814 у 1999, 943 у 1989).